# یواس‌ان‌اس مایکلسون (تی-ای‌جی‌اس-۲۳)
یواس‌ان‌اس مایکلسون (تی-ای‌جی‌اس-۲۳) (به انگلیسی: USNS Michelson (T-AGS-23)) یک کشتی است که طول آن ۴۵۵ فوت (۱۳۹ متر) می‌باشد. این کشتی در سال ۱۹۴۵ ساخته شد.